# اچ‌ام‌اس لاگوس (دی۴۴)
اچ‌ام‌اس لاگوس (دی۴۴) (به انگلیسی: HMS Lagos (D44)) یک کشتی است که طول آن 379 ft (116 m) می‌باشد. این کشتی در سال ۱۹۴۴ ساخته شد.